# Eső mossa szerelmünket
Az Eső mossa szerelmünket (eredeti cím: Det regnar på vår kärlek) egy 1946-ban bemutatott Ingmar Bergman rendezésében készült svéd romantikus dráma.
Ebben a filmben szerepel elsőnek Bergman egyik leggyakrabban foglalkoztatott színésze, Gunnar Björnstrand, aki összesen több, mint 20 Bergman filmben játszott.

## Szereposztás
| Színész             | Karakter         |
| ------------------- | ---------------- |
| Barbro Kollberg     | Maggi            |
| Birger Malmsten     | David            |
| Gösta Cederlund     | Férfi esernyővel |
| Gunnar Björnstrand  | Purman úr        |
| Douglas Håge        | Andersson        |
| Ludde Gentzel       | Håkanson         |
| Bengt-Åke Bengtsson | Az ügyész        |
| Sture Ericson       | Kängsnöret       |
| Ulf Johansson       | Stålvispen       |
| Julia Caesar        | Hanna Ledin      |
| Erik Rosén          | A bíró           |
| Magnus Kesster      | Fölke Törnberg   |
| Åke Fridell         | Lelkész          |

## Fordítás
- Ez a szócikk részben vagy egészben  az   It Rains on Our Love című angol Wikipédia-szócikk fordításán alapul.  Az eredeti cikk szerkesztőit annak laptörténete sorolja fel. Ez a jelzés csupán a megfogalmazás eredetét és a szerzői jogokat jelzi, nem szolgál a cikkben szereplő információk forrásmegjelöléseként.